# Piotr Obolianinov
Homme politique russe, Piotr Obolianinov (1752-1841) fut ministre de la Justice du 2 février 1800 au 16 mars 1801. Il fut le tout premier ministre de la Justice de l'histoire de la Russie impériale. Avant le règne de Paul Ier de Russie, la fonction de ministre de la Justice correspondait à celle de procureur général.